# Erebia exannulata
Erebia exannulata är en fjärilsart som beskrevs av Ludwig Osthelder 1925. Erebia exannulata ingår i släktet Erebia och familjen praktfjärilar. Inga underarter finns listade i Catalogue of Life.